# Rudolf Eberhard (Politiker, 1914)
Rudolf Eberhard (* 1. November 1914 in Nürnberg; † 26. Dezember 1998 in München) war ein deutscher Politiker der CSU und Volkswirt. Er war von 1947 bis 1957 Landrat des Landkreises Ebermannstadt und von 1950 bis 1974 Mitglied des Bayerischen Landtages. Von Oktober 1957 bis Juni 1964 amtierte er in den Kabinetten von Hanns Seidel, Hans Ehard und Alfons Goppel als Bayerischer Finanzminister. Von Ende 1958 an war er zudem stellvertretender Bayerischer Ministerpräsident. Von 1964 bis 1970 war er Präsident und Vorsitzender des Vorstandes der Bayerischen Staatsbank.

## Leben
Eberhard war der Sohn eines technischen Beamten. Er studierte von 1935 bis 1939 an den Universitäten in Erlangen, Königsberg und München Rechts- und Staatswissenschaften, promovierte 1936 an der Universität Erlangen mit der Dissertation Landesverräterische Fälschung und schloss sein Studium mit der ersten juristischen Staatsprüfung 1939 und einem Diplom als Volkswirt 1940 ab. Im Anschluss wurde er in die Wehrmacht einberufen und diente, zuletzt im Rang eines Hauptmanns der Reserve, an der Front.
Nach Kriegsende widmete er sich seiner politischen Laufbahn und trat in die CSU ein. Von 1945 bis 1947 war er bei den Landratsämtern in Kronach und Ebermannstadt tätig. 1947 wurde er zum Landrat des oberfränkischen Landkreises Ebermannstadt gewählt und zog nach der Landtagswahl am 26. November 1950 als Abgeordneter erstmals in den Bayerischen Landtag ein. Dort wurde der evangelisch-liberal geprägte Eberhard im Juni 1951 zum stellvertretenden Fraktionsvorsitzenden gewählt. 1954 übernahm er auch den Posten eines der stellvertretenden Landesvorsitzenden seiner Partei. Von 1953 bis 1968 war er Mitglied im Landesvorstand der CSU, dem er von 1965 bis 1968 als Gast angehörte.
Nach dem Scheitern der von Wilhelm Hoegner geführten Mehrparteienkoalition holte der neu gewählte Ministerpräsident Hanns Seidel Eberhard als Finanzminister in sein Kabinett. Er blieb auch nach den Rücktritten von Seidel und dessen Nachfolger Ehard in diesem Amt. In einer Phase wirtschaftlicher Hochkonjunktur prägte er das Amt nachhaltig. Er verteidigte vehement die Steuereinnahmen der Länder gegenüber dem Bund und verhalf den bayerischen Kommunen zu größerer finanzieller Selbständigkeit. Im Herbst 1963 kündigte Eberhard den Rücktritt von seinen politischen Ämtern zum 30. Juni des nächsten Jahres an, um an die Spitze der Bayerischen Staatsbank zu wechseln.
Nach dem Rücktritt von seinen politischen Ämtern stand er von 1964 bis 1971 an der Spitze der Bayerischen Staatsbank. 1968 wurde er von Bundesfinanzminister Franz Josef Strauß zum Vorsitzenden der Steuerreformkommission berufen; er leitete die nach ihm benannte „Eberhard-Kommission“ bis 1971. Nach der Fusion mit der Bayerischen Vereinsbank im März 1971 war Eberhard bis 1979 Mitglied des Vorstandes der Bayerischen Vereinsbank. Von 1973 bis 1980 war er Vorsitzender des Aufsichtsrates der Süddeutschen Bodencreditbank.
Neben seinen politischen Tätigkeiten setzte er sich für die Belange des Fremdenverkehrs ein. Von 1967 bis 1991 war er Präsident des Deutschen Fremdenverkehrsverbands und der Deutschen Zentrale für Fremdenverkehr. Von 1966 bis 1973 war Eberhard zudem Schatzmeister der Olympischen Spiele in München.

## Schriften
- Landesverräterische Fälschung. Forchheim 1936 (zugleich Dissertation Universität Erlangen 1936).
- Aktuelle Fragen des deutschen Fremdenverkehrs. Berlin 1969.
- Probleme einer großen Steuerreform. München 1971.
- Die Bayerische Staatsbank im Dienste der pfälzischen Wirtschaft 1852–1971. München 1971.

## Auszeichnungen
- 1959: Ehrendoktorwürde der Medizinischen Fakultät der Universität Erlangen[2]
- 1959: Bayerischer Verdienstorden
- 1959: Großes Silbernes Ehrenzeichen am Bande für Verdienste um die Republik Österreich[3]
- 1960: Orden wider den tierischen Ernst
- Großes Bundesverdienstkreuz mit Stern und Schulterband
- Goldener Ehrenring der Stadt Bayreuth